# Kaitlyn Lawes
Kaitlyn Lawes (n. 16 decembrie 1988, Winnipeg, Manitoba, Canada) este o jucătoare de curl canadiancă, medaliată olimpică. A participat la 2 ediții ale Jocurilor Olimpice (2014, 2018) în care a câștigat două medalii de aur.